# Julie E. Cumming
Pour les articles homonymes, voir Cumming.
 (avril 2024).
La mise en forme du texte ne suit pas les recommandations de Wikipédia : il faut le « wikifier ».
Les points d'amélioration suivants sont les cas les plus fréquents :
- Les titres sont pré-formatés par le logiciel. Ils ne sont ni en capitales, ni en gras.
- Le texte ne doit pas être écrit en capitales (les noms de famille non plus), ni en gras, ni en italique, ni en « petit »…
- Le gras n'est utilisé que pour surligner le titre de l'article dans l'introduction, une seule fois.
- L'italique est rarement utilisé : mots en langue étrangère, titres d'œuvres, noms de bateaux, etc.
- Les citations ne sont pas en italique mais en corps de texte normal. Elles sont entourées par des guillemets français : « et ».
- Les listes à puces sont à éviter, des paragraphes rédigés étant largement préférés. Les tableaux sont à réserver à la présentation de données structurées (résultats, etc.).
- Les appels de note de bas de page (petits chiffres en exposant, introduits par l'outil «  Source ») sont à placer entre la fin de phrase et le point final[comme ça].
- Les liens internes (vers d'autres articles de Wikipédia) sont à choisir avec parcimonie. Créez des liens vers des articles approfondissant le sujet. Les termes génériques sans rapport avec le sujet sont à éviter, ainsi que les répétitions de liens vers un même terme.
- Les liens externes sont à placer uniquement dans une section « Liens externes », à la fin de l'article. Ces liens sont à choisir avec parcimonie suivant les règles définies. Si un lien sert de source à l'article, son insertion dans le texte est à faire par les notes de bas de page.
- La présentation des références doit suivre les conventions bibliographiques. Il est recommandé d'utiliser les modèles {{Ouvrage}}, {{Chapitre}}, {{Article}}, {{Lien web}} et/ou {{Bibliographie}}. Le mode d'édition visuel peut mettre en forme automatiquement les références.
- Insérer une infobox (cadre d'informations à droite) n'est pas obligatoire pour parachever la mise en page.

Pour une aide détaillée, merci de consulter Aide:Wikification.
Si vous pensez que ces points ont été résolus, vous pouvez retirer ce bandeau et améliorer la mise en forme d'un autre article.
Julie E. Cumming, née le 14 février 1958, est une musicologue et enseignante à l’Université McGill de Montréal dont la spécialisation est axée sur la polyphonie médiévale et de la Renaissance.

## Biographie
Ayant obtenu son doctorat en musique et études médiévales en 1987 à l’Université de Californie à Berkeley, Julie E. Cumming est musicologue et professeur titulaire à l’École de musique Schulich de l’Université McGill à Montréal. Son champ de compétences s’étend aux domaines de la recherche, de l’enseignement, de l’écriture et de la rédaction d’articles et de critiques, de la conférence académique et des humanités numériques en musique.

### Études
En 1980, Julie E. Cumming se voit discerner le titre de bachelière en musique et études médiévales par le Barnard College à l’université de Columbia. Elle obtient également une maîtrise en 1982, puis un doctorat en 1987 à l’Université de Californie à Berkeley pour les mêmes disciplines. Sa thèse, intitulée Concord out of Discord: Occasional Motets of the Early Quattrocento, est supervisée par Daniel Heartz et Richard Crocker.

### Recherches
Les recherches en musicologie de Julie E. Cumming, spécialiste de la polyphonie médiévale et de la Renaissance, mènent notamment à l’écriture et à la parution du livre The Motet in the Age of Du Fay, en 1999, traitant de la transformation du motet entre 1400 et 1474 :
« The motet has always been a difficult genre to define. Originating in the thirteenth century, it was a major musical form for over five hundred years, passing through a number of fundamental changes in construction, format, and function. The fifteenth century was one of its most intensive and profound periods of change, and the author has chosen as a frame for her study the lifetime of Guillaume Du Fay, c. 1400B1474, one of the most creative and influential composers of the century. Because of difficulties of classification and definition, Cumming has chosen to approach her subject by using tools drawn from a number of unusual areas including cognitive psychology, linguistics, Darwinian evolution, and literary criticism, as well as the more familiar musicological approaches such as treatises, musical analysis, archival documents, and manuscript studies. What results is a comprehensive picture not only of the motet, its many faces and its evolution during the fifteenth century, but also an understanding of the complex interrelationships of the various regional compositional styles during the time of Du Fay. » Elle écrit de nombreux articles et critiques parus dans différentes revues spécialisées en musicologie : « Cumming has published articles and reviews in Speculum (the Journal of the Medieval Academy of America), the Journal of Musicology, New Grove Opera, and Early Music, as well as in numerous edited collections, including the Cambridge History of Fifteenth-Century Music,. » 
En collaboration avec son collègue Peter Schubert, spécialiste de la théorie musicale et professeur à l’Université McGill de Montréal, elle investigue les processus de composition du XVe et XVIe siècles en lien avec l’improvisation polyphonique. Cette association donne lieu à des vidéos informatives et explicatives sur le sujet disponibles sur YouTube.
Julie E. Cumming explore également d’autres éléments de recherche tels que le motet et le madrigal, l’histoire du livre et l’impression musicale à la Renaissance, la notation musicale entre 1100 et 1600, l’opéra baroque et les humanités numériques en musique.
Entre 2012 et 2014, ses travaux relatifs aux humanités numériques prennent vie grâce au projet international de recherche ELVIS (Electronic Locator of Vertical Interval Successions) : « A project to study changes in Western musical style from 1300 to 1900, using the digitized collections of several large music repositories. The team notes that in order to understand style change in Western polyphonic music we need to be able to describe acceptable vertical sonorities (chords) and melodic motions in each period, and how they change over time. The project aims to do this for European polyphony from 1300 to 1900, using advanced music information retrieval techniques to study highly contrasting kinds of music that are nevertheless unified by common concepts of tonality, consonance vs. dissonance, and voice leading. » Julie E. Cumming obtient 20 subventions et bourses de recherche. Certains de ces financements sont octroyés à des équipes de chercheurs dont elle fait partie. La bourse de recherche, obtenue en 2023, en tant que cochercheure est d’un montant de 2 499 457 dollars canadiens. Il s’agit d’une subvention de partenariat accordée par le CRSH pour un projet au sujet des ressources musicales interconnectées dont le chercheur principal est Ichiro Fujinaga, professeur en technologie de la musique à l’École de musique Schulich de l’Université McGill à Montréal.

### Enseignement
À la suite de l'obtention de son doctorat, Julie E. Cumming enseigne sous différents titres universitaires au Wellesley College dans le Massachusetts de 1987 à 1992.
En 1992, elle s’installe à Montréal et devient professeur agrégé, puis titulaire (1996) pour l’École de musique Schulich, falculté de musique l’Université McGill.

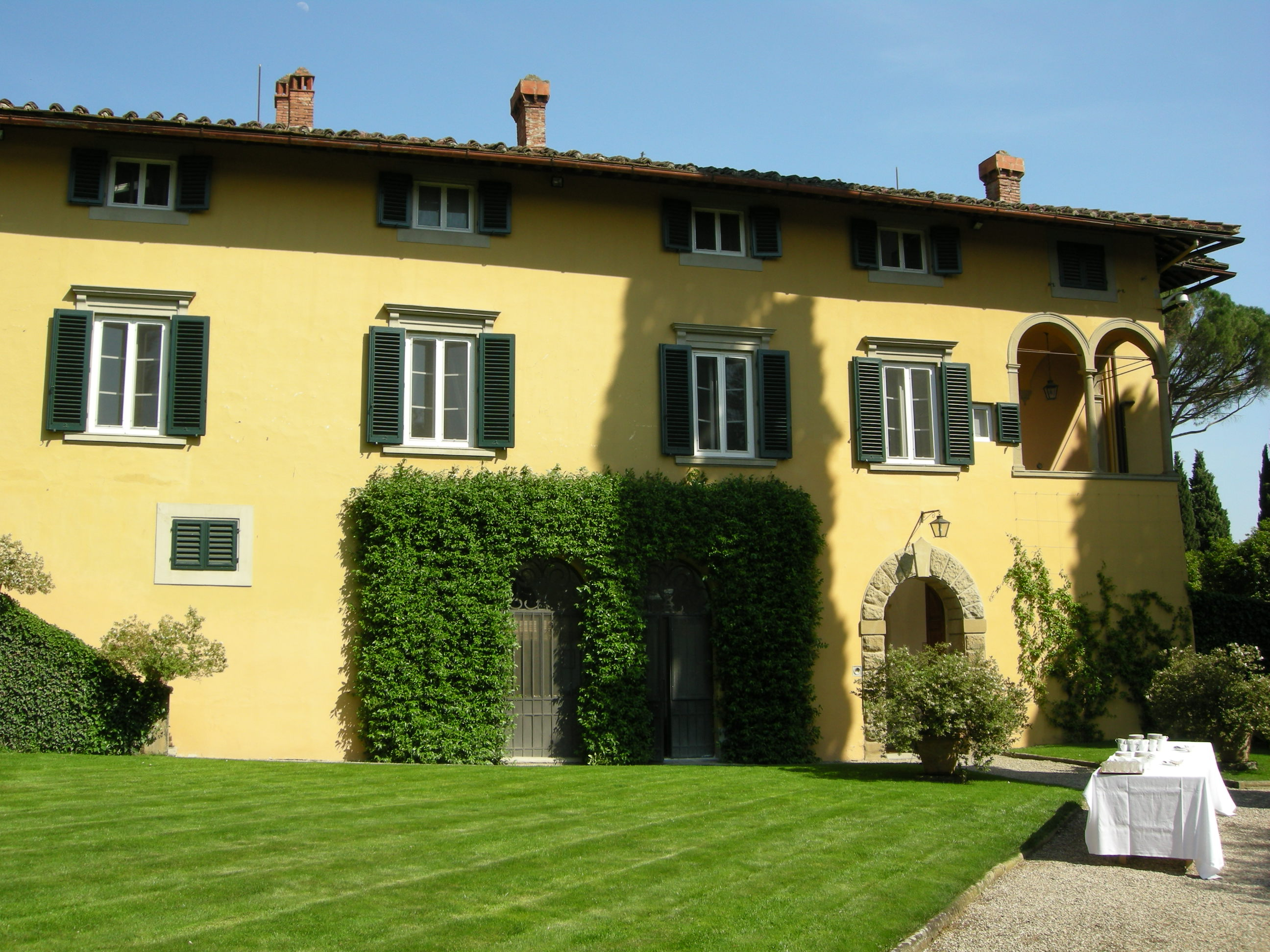
Façade de la Villa I Tatti, Centre d’études sur la Renaissance italienne de l’université Harvard, Florence, Italie.

De septembre à décembre 2017, elle séjourne à Florence, en Italie, où elle est professeur invité à la Villa I Tatti, le Centre d’études sur la Renaissance italienne de l’Université Harvard, afin de présenter ses recherches et d’analyser l’origine du madrigal italien à l’aide de sources musicales : « Using evidence derived from the organization and format of manuscripts and prints, musical style and formal structure, and the poetry and cultural context of the early madrigal, I propose that the madrigal was created as a high-style vernacular genre that aspired to the status of the Latin-texted sacred genre of the motet. » Thursday seminar « Revisiting the origins of the madrigal. » De retour à Montréal au début de l’année 2018, elle est professeur titulaire à l’Université McGill.
Le champ d’enseignement de Julie E. Cumming se déploie autour de la polyphonie médiévale (bas Moyen Âge) et de la Renaissance sous différentes disciplines reliées à l’étude de l’histoire de la musique ainsi qu’à l’analyse et la paléographie musicale. Les principaux sujets abordés sont la musique médiévale et de la Renaissance, le motet et le madrigal, la notation et l’impression musicale, le chant et l’improvisation à l’époque de la Renaissance ainsi que l’opéra baroque.
Au cours de sa carrière d’enseignante, Julie E. Cumming supervise plus de 60 étudiants à la maîtrise et au doctorat en tant que directrice de recherche.

### Cheminement de carrière et activités professionnelles

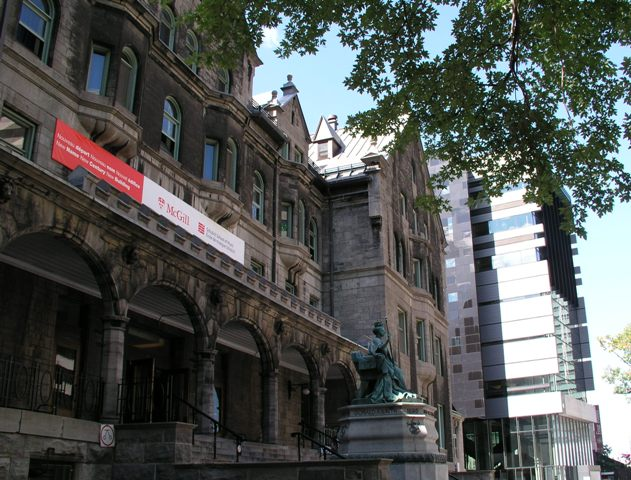
Façade de l'École de musique Schulich de l’université McGill de Montréal.

À différents moments de sa carrière à l’École de musique Schulich, Julie E. Cumming occupe plusieurs postes administratifs : doyenne associée à la recherche et à l’administration (2011 à 2016, 2023-2024), doyenne par intérim (2016 à 2017), coordinatrice du département d’histoire de la musique et directrice des études supérieures.
Elle organise également plusieurs conférences sur différents sujets touchant au domaine de la musicologie et de ses recherches.
Elle est l’auteur du livre The Motet in the Age of du Fay publié en 1999 par la maison d’édition universitaire britannique Cambridge University Press et disponible en livre de poche en octobre 2003.
En plus de la production d’articles et critiques pour certaines revues musicologiques, Julie E. Cumming est rédactrice en chef du Journal of the American Musicological Society de 2004 à 2008.
En juin 2023, elle est élue à la présidence du conseil d'administration de l’American Musicological Society pour un mandat de novembre 2024 à 2026.

## Publications (sélection)
- (en) Cumming, Julie E., « Music for the Doge in Early Renaissance Venice », Speculum, vol. 67, no 2,‎ 1992, p. 324-364 (lire en ligne)
- (en) Cumming, Julie E., Willem Elder et Graham Dixon, « Critique de « Composers of the Low Countries » », Notes, vol. 49, no 2,‎ 1992, p. 539-539 (lire en ligne)
- (en) Cumming, Julie E., « Critique de « Theology and Music at the Early University: The Case of Robert Grosseteste and Anonymous Iv. Nancy Van Deusen » », Speculum, vol. 72, no 3,‎ 1997, p. 893-895 (lire en ligne)
- Cumming, Julie E. « The Motet in the Age of Du Fay. » New Perspectives in Music History and Criticism. Cambridge. Cambridge University Press, 1999.
- (en) Cumming, Julie E., « Composing Imitative Counterpoint Around a Cantus Firmus: Two Motets by Heinrich Isaac », The Journal of Musicology, vol. 28, no 3,‎ 2011, p. 231-288 (lire en ligne)
- (en) Cumming, Julie E., « Renaissance Improvisation and Musicology », Music Theory Online, vol. 19, no 2,‎ 2013 (lire en ligne)
- (en) Cumming, Julie E. et Peter Schubert, « Talking About the Lost Generation », Journal of Musicology, vol. 32, no 3,‎ 2015, p. 323-327 (lire en ligne)
- Cumming, Julie E., et Peter Schubert. « The Origins of Pervasive Imitation ». Chapitre 12 dans The Cambridge History of Fifteenth Century Music, édité par Anna Maria Busse Berger et Jesse Rodin, p. 200-228. Cambridge, UK: Cambridge University Press, 2015.
- Cumming, Julie E., et Evelyn Tribble. « Distributed Cognition, Improvisation and the Performing Arts in Early Modern Europe ». Chapitre 12 dans A History of Distributed Cognition 2: From Medieval to Renaissance Culture, édité par Miranda Anderson et Michael Wheeler, p. 205-228. Edinburgh, University of Edinburgh Press, 2019.
- (en) Upham, Finn et Julie Cumming, « Auditory Streaming Complexity and Renaissance Mass Ordinary Cycles », Empirical Musicology Review, vol. 15, nos 3-4,‎ 2021, p. 202-222 (lire en ligne)
- Cumming, Julie E. Using Corpus Studies to Find the Origins of the Madrigal. (2021) https://osf.io/mqezt/.

## Prix
- 2019 : Prix du meilleur article, Conférence sur le codage musical, Université de Vienne, Autriche.
- 2017 : Prix d'enseignement de la Northeastern Association of Graduate Schools, niveau doctoral, Florence, Italie.
- 2015 : Prix David Thomson pour l'excellence en enseignement et la supervision aux cycles supérieurs et prix d'enseignement des cycles supérieurs, Université McGill, Montréal, Canada
- 2007 : Prix de l'enseignement à temps plein de l'École de musique Schulich, Université McGill, Montréal, Canada.
- 1985 : Prix Christofilos de musique en reconnaissance de la réussite intellectuelle et en soutien des étudiants, Université de Californie, Berkeley, États-Unis.
- 1982-1983 : Bourse d'opportunité pour diplômés et bourse Sarah Unna, Université de Californie, Berkeley, États-Unis.
- 1980-1981 : Bourse McEnerny et bourse Hertz, Université de Californie, Berkeley, États-Unis.
- 1980-1981 : Bourse Shaw pour des études supérieures, Wellesley College, États-Unis.
- 1980 : Bourse Murray pour l'étudiant en sciences humaines le plus susceptible de réussir dans son domaine de prédilection, Barnard College, États-Unis.
- 1979 : Prix Eliot, étudiant exceptionnel, classe junior du Barnard College, États-Unis.

## Liens Externes
- Ressource relative aux publications: Academia: Julie Cumming
- Ressources relatives aux projets de recherche: Single Interface for Music Score Searching and Analysis project (SIMSSA) Early Modern Conversations Digging into Data ChallengeLinkedMusic
- Prix et reconnaissance professionnelle: Professional Honors, Schulich School of Music, McGill Prof. Julie Cumming honoured for graduate teaching excellence
- Postes administratifs, Université McGill: Prof. Julie Cumming named Interim Dean of the Schulich School of Music Administration Schlich School of Music, McGill
- Interviews: Teaching for Learning @ McGill University In Conversation with Julie Cumming
- Extraits vidéos au sujet de l'improvisation à la Renaissance: Singing on the Book: New Video Series Launched, Schulich School of Music, McGill
- Ressources relatives aux associations et aux organismes en lien avec la musicologie: Early Music America EMA, American Musicological Society AMS